# Llangybi (Gwynedd)
Llangybi (englisch Cybi’s Church) ist eine Ortschaft im County Gwynedd, Wales, im früheren Cantref Eifionydd.

## Allgemeines
Llangybi war einst eine eigenständige Gemeinde und Pfarrbezirk, der 1934 abgeschafft und unter den Nebengemeinden Llannor und Llanystumdwy aufgeteilt wurde. Die Bahnstation der Carnarvonshire Railway wurde im Dezember 1964 aufgelassen.
In und um Llangybi gibt es einige Menhire, Tumuli und Steinkreise, außerdem ist der Ort bekannt für die „heilige Quelle “ Ffynnon Gybi (St. Cybi's Well). Nach einer örtlichen Sage müssen Mädchen, die die Absichten ihres Liebhabers kennenlernen wollen, ihr Taschentuch vorsichtig auf das Brunnenwasser legen. Wenn das Tuch nach Süden treibt, so ist er ehrenhaft und ernstlich um sie bemüht, schwimmt es aber nach Norden, dann ist er ein unzuverlässiger Frauenheld. Auch als Heilquelle wird sie von Samuel Lewis beschrieben:
„Diese Pfarrgemeinde, die ihren Namen Saint Cybi, einem wichtigen Britischen Heiligen, verdankt, der die Kirche erbaut hatte, und die seit dem Ende des 6. Jahrhunderts blüht, […] die umgebende Landschaft ist angenehm abwechslungsreich, mit schönen Ausblicken in das angrenzende Land, das an verschiedener und pittoresker Schönheit reich ist. […] Die Straße von Caernarfon nach Pwllheli geht mitten durch die Gemeinde. […] Neben der Kirche ist ein schöner, eisenhaltiges Wasser führender Quell, genannt Fynnon Gybi, eingeschlossen in einem Steinwall und mit Steinsitzen rundherum: das Wasser war früher weithin bekannt für seine Wirksamkeit gegen Skorbut und ist immer noch hilfreich in chronischen Fällen.“